# غوستاف هايم
غوستاف هايم (بالإنجليزية: Gustav Heim)‏ هو بواق أمريكي، ولد في 8 مايو 1879 في شلويزينغن في ألمانيا، وتوفي في 30 أكتوبر 1933 في نيويورك في الولايات المتحدة.